# Кутрикио (Салерно)
Кутрикио је насеље у Италији у округу Салерно, региону Кампанија.
Према процени из 2011. у насељу је живело 79 становника. Насеље се налази на надморској висини од 18 м.